# ジェフ・フィオレンティーノ

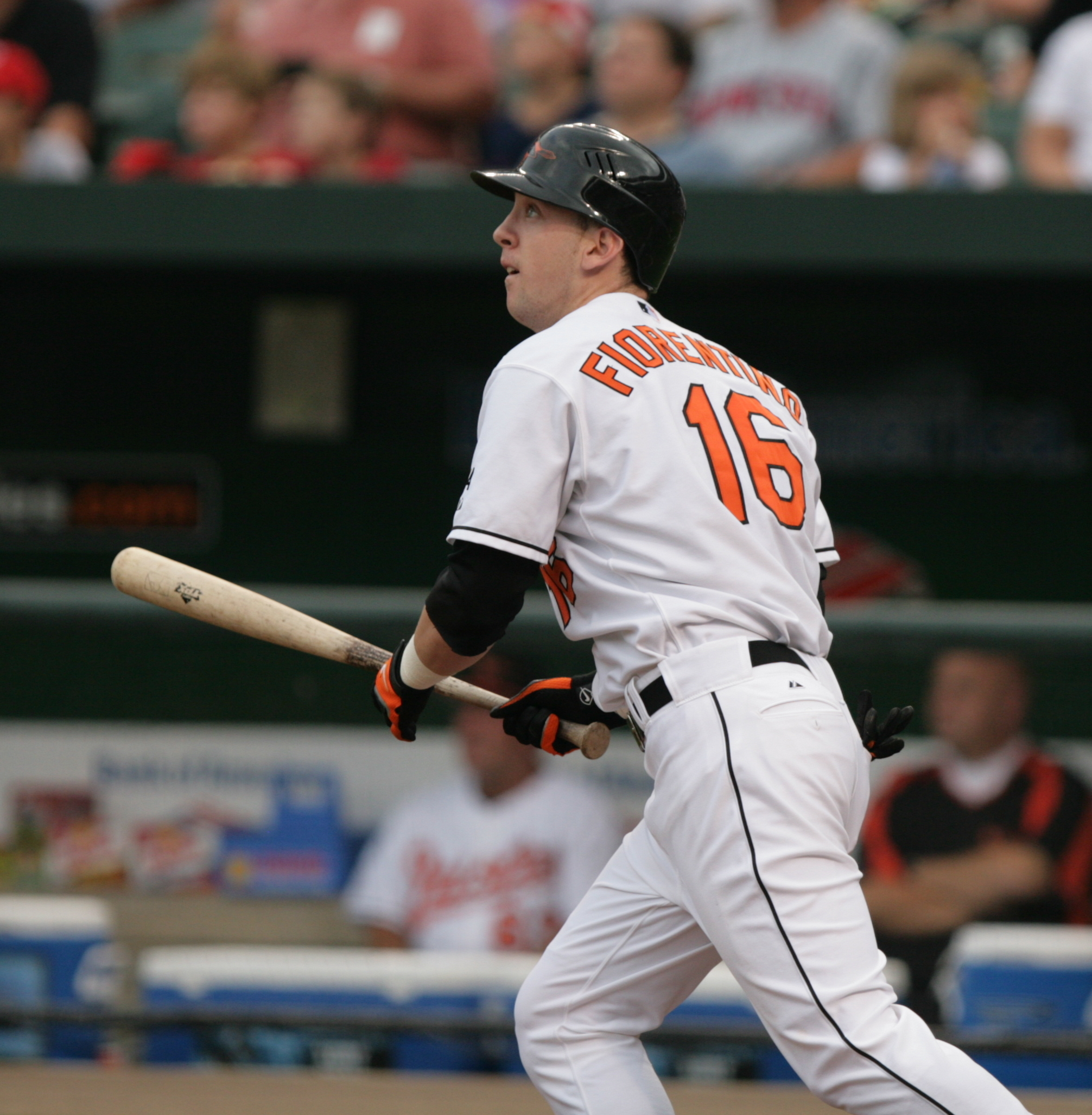
オリオールズ時代（2009年8月20日）

ジェフリー・フィリップ・フィオレンティーノ（Jeffrey Philip "Jeff" Fiorentino、1983年4月14日 - ）は、アメリカ合衆国フロリダ州ペンブロークパインズ出身の元プロ野球選手（外野手）。

## 来歴・人物
2004年に、ドラフト3巡目でボルチモア・オリオールズから指名を受け、プロ入り。
2005年5月12日にシカゴ・ホワイトソックス戦で2打数2安打というデビューを果たした。更に2日後のホワイトソックス戦でも5打数3安打という数字を残し、5月20日のフィラデルフィア・フィリーズ戦ではランディ・ウルフから初本塁打を放った。だが、5月に13試合に出ただけで、その後は試合に出ることはなかった。
2006年も出場機会はなかなか与えられず、チームが優勝争いから脱落した9月に初出場した（その時点で既にチームは133試合を消化していた）。最終的には打率.256という平凡な数字で終わってしまったが、得点圏打率は.333と高く、また出塁率は.375だった。
2008年1月にオリオールズのロースターから外され、その後オークランド・アスレチックスへ移籍。だが日本でのボストン・レッドソックスとの開幕戦2試合に出場したのみで直後にマイナーへ降格。その後5月29日に戦力外となった。
2009年はボルチモア・オリオールズとマイナー契約を結ぶ。傘下のAAA級ノーフォークで102試合に出場し打率.312、12本塁打、67打点、OPS.896、13盗塁。9月にはメジャー昇格し、24試合の出場で打率.281、8打点、OPS.648だった。12月8日には広島東洋カープと契約金1000万円、年俸4000万円プラス出来高払いで1年契約を結んだ。当初、登録名は「フィオレンティーノ」の予定だったが、9文字と長く、球場のスコアボード表記に表示できなかったことから登録名は「フィオ」となった（応援時の呼称は「ジェフリー」）。同時に移籍してきたジャンカルロ・アルバラードも「ジオ」の登録名でプレーし、フィオレンティーノの広島退団後も日本球界所属中は一貫してファーストネームを短縮形で登録された。
2010年は選球眼の良さは発揮したものの結果には結び付かず、外野の層が厚く右の代打が求められていたことから、6月14日に1軍登録を抹消され、再び昇格することなく解雇となった。ファームでは53試合の出場で打率.282、4本塁打、16打点、OPS.796を残した。
2011年は1月31日にボルチモア・オリオールズとマイナー契約を結んだが、5月4日に金銭トレードでアトランタ・ブレーブスに移籍。11月19日にはオークランド・アスレチックスとマイナー契約を結んだ。
その後は独立リーグでプレーしていたが、2013年6月17日に引退をした。

### 引退後
引退後は母校であるフロリダ・アトランティック大学のコーチを経て、2015年の夏よりチポラ・カレッジの野手コーチを務めている。同大学を2017年と18年にはジュニアカレッジ・ワールドシリーズ連覇に導き、2016年から22年にかけて計28名の教え子がMLBのアマチュアドラフトで指名されるなど指導者として成功を収めている。
教え子に2024年のアメリカン・リーグの盗塁王となったホセ・カバレーロ（チポラ・カレッジ在学中の2017年のドラフトにてドラフト7巡目（全体202位）でアリゾナ・ダイヤモンドバックスから指名され、入団）がいる。

## 詳細情報

### 年度別打撃成績
| 年 度    | 球 団    | 試 合 | 打 席 | 打 数 | 得 点 | 安 打 | 二 塁 打 | 三 塁 打 | 本 塁 打 | 塁 打 | 打 点 | 盗 塁 | 盗 塁 死 | 犠 打 | 犠 飛 | 四 球 | 敬 遠 | 死 球 | 三 振 | 併 殺 打 | 打 率 | 出 塁 率 | 長 打 率 | O P S |
| -------- | -------- | ----- | ----- | ----- | ----- | ----- | -------- | -------- | -------- | ----- | ----- | ----- | -------- | ----- | ----- | ----- | ----- | ----- | ----- | -------- | ----- | -------- | -------- | ----- |
| 2005     | BAL      | 13    | 47    | 44    | 7     | 11    | 2        | 0        | 1        | 16    | 5     | 1     | 0        | 0     | 1     | 2     | 0     | 0     | 10    | 0        | .250  | .277     | .364     | .640  |
| 2006     | BAL      | 19    | 50    | 39    | 8     | 10    | 2        | 0        | 0        | 12    | 7     | 1     | 0        | 2     | 1     | 7     | 0     | 1     | 3     | 1        | .256  | .375     | .308     | .683  |
| 2008     | OAK      | 2     | 1     | 1     | 0     | 1     | 0        | 0        | 0        | 1     | 1     | 0     | 0        | 0     | 0     | 0     | 0     | 0     | 0     | 0        | 1.000 | 1.000    | 1.000    | 2.000 |
| 2009     | BAL      | 24    | 75    | 64    | 8     | 18    | 1        | 0        | 0        | 19    | 8     | 2     | 0        | 1     | 2     | 8     | 0     | 0     | 16    | 1        | .281  | .351     | .297     | .648  |
| 2010     | 広島     | 44    | 151   | 126   | 13    | 31    | 4        | 0        | 2        | 41    | 15    | 2     | 0        | 2     | 1     | 19    | 1     | 3     | 37    | 3        | .246  | .356     | .325     | .681  |
| MLB：4年 | MLB：4年 | 58    | 173   | 148   | 23    | 40    | 5        | 0        | 1        | 48    | 21    | 4     | 0        | 3     | 4     | 17    | 0     | 1     | 29    | 2        | .270  | .341     | .324     | .666  |
| NPB：1年 | NPB：1年 | 44    | 151   | 126   | 13    | 31    | 4        | 0        | 2        | 41    | 15    | 2     | 0        | 2     | 1     | 19    | 1     | 3     | 37    | 3        | .246  | .356     | .325     | .681  |

### 記録
NPB
- 初出場・初先発出場：2010年3月26日、対中日ドラゴンズ1回戦（ナゴヤドーム）、5番・左翼手で先発出場
- 初打席：同上、1回表に吉見一起から一塁ゴロ
- 初安打：同上、4回表に吉見一起から二塁内野安打
- 初打点：2010年3月28日、対中日ドラゴンズ3回戦（ナゴヤドーム）、5回表にエドワード・バルデスから押し出し四球
- 初本塁打：2010年3月31日、対阪神タイガース2回戦（MAZDA Zoom-Zoom スタジアム広島）、4回裏に久保康友から右越ソロ
- 初盗塁：2010年4月14日、対東京ヤクルトスワローズ5回戦（MAZDA Zoom-Zoom スタジアム広島）、8回裏に二盗（投手：松岡健一、捕手：川本良平）

### 背番号
- 16 （2005年 - 2006年）
- 67 （2008年）
- 70 （2009年）
- 43 （2010年）